# Gorden-Staupitz
Gorden-Staupitz es un municipio del distrito de Elba-Elster, en Brandeburgo (Alemania). 

## Ubicación
Pertenece al Amt (Unión de municipios) de Plessa.